# Есар (Ендр и Лоара)
Есар (фр. Essards) је насељено место у Француској у региону Центар, у департману Ендр и Лоара.
По подацима из 2011. године у општини је живело 154 становника, а густина насељености је износила 36,93 становника/km².

## Демографија
| 1962. | 1968. | 1975. | 1982. | 1990. | 2011. |
| ----- | ----- | ----- | ----- | ----- | ----- |
| 173   | 156   | 109   | 107   | 153   | 154   |